# Lingua seediq
La lingua seediq o taroko è una lingua austronesiana parlata dai popoli Seediq e Truku, residenti nelle montagne a nord di Taiwan.

## Distribuzione geografica
Secondo Ethnologue nel 2008 si registravano 20.000 locutori a Taiwan.

## Dialetti
Il dialetto dei Truku, trascritto in cinese anche come Taroko, dà il suo nome al Parco Nazionale Taroko.

## Grammatica
La tipologia linguistica del seediq è VOS, dove il soggetto (S) corrisponde all'argomento marcato con il caso assolutivo. Solitamente l'argomento si posiziona alla fine della proposizione, tuttavia a volte può essere seguito da un argomento topico ergativo. Come molte delle lingue austronesiane ad esso imparentate, il Seediq contiene morfemi vocalici marcati sul verbo, che indicano quale degli argomenti (l'agente, il paziente ecc.) è trattato da soggetto e, quindi, indicato dal caso assolutivo.

## Sistema di scrittura
La lingua ha 19 consonanti e 5 vocali, ed è scritta con l'alfabeto latino.